# زید (بدره)
زید، روستایی در دهستان زرانگوش بخش هندمینی شهرستان بدره در استان ایلام ایران است.

## جمعیت
بر پایه سرشماری عمومی نفوس و مسکن در سال ۱۳۹۵، جمعیت این روستا برابر با ۶۳۱ نفر (۱۴۲ خانوار) بوده‌است.